# چیچکلی، گغارکونیک
چیچکلی یک منطقهٔ مسکونی پیشین در ارمنستان است که در استان گغارکونیک واقع شده‌است.